# Simonie

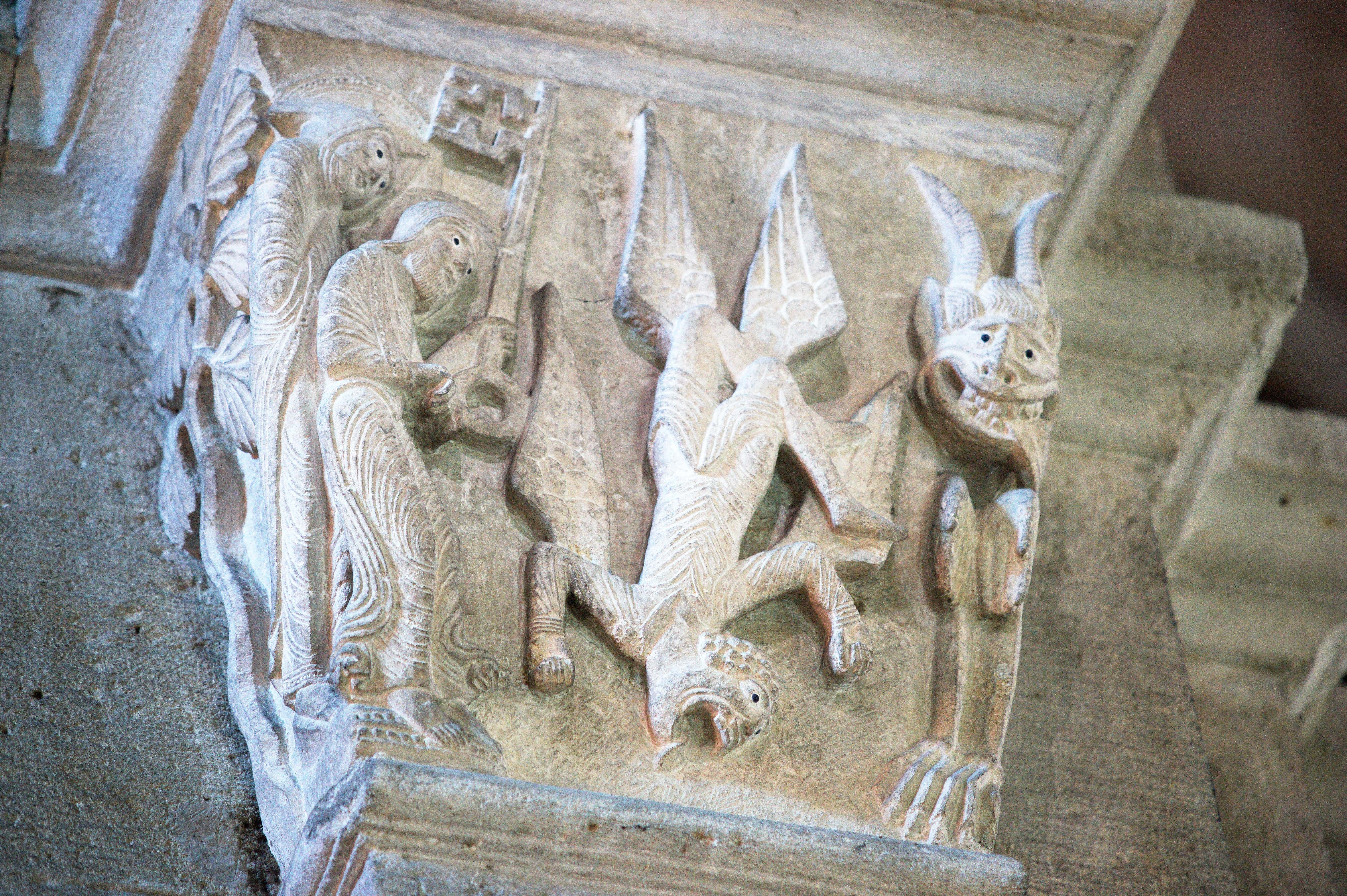
Căderea lui Simon Magul, capitel romanic, Catedrala din Autun, Franța

Simonia este vânzarea sau cumpărarea sfintelor taine, care sunt prin însăși natura lor gratuite. Numele acestui delict provine de la cel al lui Simon Magul, un personaj din Faptele Apostolilor.
Conform codului canonic al Bisericii Romano-Catolice atribuirea de funcții ecleziastice în mod simoniac este nulă (can. 149 § 3 CIC).